# Marília Futebol Clube
O Marília Futebol Clube é um clube de futebol da cidade de Imperatriz, no estado do Maranhão. Fundado em 1984, até 2015 o clube participava apenas de competições nas categorias de base.
Em 2008 o clube torna-se reconhecido nacionalmente devido à participação na Copa São Paulo de Futebol Júnior, quando eliminou os favoritos em seu grupo Grêmio Barueri e Atlético Mineiro, classificando-se em primeiro colocado no seu grupo. No ano de 2015 o time fez sua estreia em competições profissionais, na Segunda Divisão do Campeonato Maranhense sendo Vice-campeão. Suas cores são o azul e o branco, as mesmas do Marília Atlético Clube, ou MAC, clube de Marília (interior paulista).

## Uniforme
O uniforme número um do Marília Futebol Clube é camisa azul e branco em listras verticais, calção azul e meias azuis.

## Hino
Chegou a hora
Da decisão
Azul e Branco é a nova geração
Eu sou Marília
De coração
É time forte é o melhor da região
Sou Marília
E quem não é?
Bola na rede é isso que o povo quer
Muita garra e emoção
Azul e branco é do sul do Maranhão

## Títulos
| Estaduais  | Estaduais                                      | Estaduais | Estaduais                                 |
|            | Competição                                     | Títulos   | Temporadas                                |
| ---------- | ---------------------------------------------- | --------- | ----------------------------------------- |
|            | Campeonato Maranhense - 2ª Divisão ( 2º turno) | 1         | 2015                                      |
| Municipais |                                                |           |                                           |
|            | Competição                                     | Títulos   | Temporadas                                |
|            | Campeonato Imperatrizense                      | 7         | 1997, 1998 , 1999, 2000, 2002, 2006, 2007 |

### Categorias de base
- Campeonato Maranhense Sub-18: 2009.[3]
- Campeonato Tocantinense Sub-17: 2013.[4]

## Centro de treinamento
O CT Pereirão é um campo de futebol inaugurado em 05 de agosto de 1999, na cidade de Imperatriz, Maranhão.[carece de fontes?] O CT Pereirão pertence ao Marília Futebol Clube e está localizado as margens da BR - 010. O jogo de inauguração foi entre Marília contra o Tiradentes.[carece de fontes?]
O CT possui:[carece de fontes?]
- 2 Campos oficiais;
- 2 Campos de futebol society;
- 1 Quadra de areia;
- 1 Arquibancada com capacidade para 1.200 pessoas;
- 1 Piscina semi-olímpica;
- 1 Tribuna de honra;
- 2 Vestuários;
- 1 Secretaria;
- 1 Cozinha;
- 1 Sala de jogos.